# Cnidoscolus albibracteatus
Cnidoscolus albibracteatus là một loài thực vật có hoa trong họ Đại kích. Loài này được Fern.Casas & Pizarro mô tả khoa học đầu tiên năm 2004.